# Jonathan Edvardsson
Jonathan Edvardsson (* 7. April 1997 in Partille) ist ein schwedischer Handballspieler. Der 1,90 m große mittlere Rückraumspieler spielt seit 2021 für den deutschen Bundesligisten TSV Hannover-Burgdorf und steht zudem im Aufgebot der schwedischen Nationalmannschaft.

## Karriere

### Verein
Jonathan Edvardsson lernte das Handballspielen in der Jugend von IK Sävehof, mit der er zweimal schwedischer Meister wurde. Mit dem Verein aus dem Göteborger Stadtteil Partille debütierte er auch in der höchsten schwedischen Liga, der Handbollsligan. In der Saison 2018/19 gewann der Spielmacher mit Sävehof die schwedische Meisterschaft und nahm daraufhin in der Saison 2019/20 an der EHF Champions League teil, in der man in der Gruppenphase ausschied. In der Saison 2020/21 feierte er seine zweite Meisterschaft. Zusätzlich wurde er zum besten Spieler der Handbollsligan (MVP) und zum „Årets komet“ (deutsch: „Aufsteiger des Jahres“) gewählt.
Seit der Saison 2021/22 steht Edvardsson bei der TSV Hannover-Burgdorf in der Bundesliga unter Vertrag.

### Nationalmannschaft
In der schwedischen Nationalmannschaft debütierte Edvardsson am 8. November 2020 beim 30:16-Auswärtssieg gegen den Kosovo in Pristina. Bei der Weltmeisterschaft 2021 gewann er mit Schweden die Silbermedaille und bei der Europameisterschaft 2022 als nachnominierter Spieler die Goldmedaille. Beim Gewinn der Bronzemedaille bei der Europameisterschaft 2024 bestritt er drei Spiele und warf ein Tor. Bei der Weltmeisterschaft 2025 warf er fünf Tore in sechs Spielen und belegte mit dem Team den 14. Platz.
Bisher bestritt er 35 Länderspiele, in denen er 23 Tore erzielte.

### Erfolge
- Schwedischer Meister: 2019, 2021
- Bester Spieler der Handbollsligan 2020/21
- „Årets komet“ in Schweden 2020/21
- Vizeweltmeister 2021
- Europameister 2022
- Bronze bei der Europameisterschaft 2024